# Zhao Zhiqing
Pour les articles homonymes, voir Zhao.
Zhao Zhiqing (en chinois : 赵志清), née le 6 novembre 1997 à Zhangjiakou, est une biathlète handisport chinoise concourant en LW5/7 pour les athlètes pouvant tenir debout. Elle remporte une médaille de bronze paralympique en 2022.

## Carrière
Lors du premier jour des Jeux de 2022, elle remporte la médaille de bronze sur le sprint debout.

## Palmarès

### Jeux paralympiques
| Épreuve / Édition | 6 km debout | 10 km debout | 12,5 km debout |
| ----------------- | ----------- | ------------ | -------------- |
| JP 2022 Pékin     | Bronze      |              | Argent         |